# O Expurgo do Condado
"O Expurgo do Condado" é o penúltimo capítulo da obra de fantasia O Senhor dos Anéis, de J. R. R. Tolkien. Os hobbits da Sociedade do Anel, Frodo, Sam, Merry [en] e Pippin [en], retornam ao Condado e descobrem que ele está sob o controle brutal de rufiões liderados por "Sharkey", revelado como o mago Saruman. Os rufiões devastaram o Condado, derrubando árvores, destruindo casas antigas e substituindo o velho moinho por uma construção maior, repleta de máquinas que poluem o ar e a água. Os hobbits incitam o Condado à rebelião, lideram seus compatriotas à vitória na Batalha de Beirágua e encerram o domínio de Saruman.
Críticos consideram "O Expurgo do Condado" um dos capítulos mais importantes de O Senhor dos Anéis. Embora Tolkien negasse que o capítulo fosse uma alegoria para a Grã-Bretanha no pós-Segunda Guerra Mundial, comentaristas argumentam que ele pode ser interpretado nesse contexto, com referências políticas contemporâneas, incluindo uma sátira ao socialismo, ecos do nazismo, alusões às escassezes no pós-guerra britânico e um viés de ambientalismo.
Segundo Tolkien, a ideia do capítulo foi planejada desde o início como parte da  estrutura formal de O Senhor dos Anéis, embora os detalhes tenham sido elaborados mais tarde. O capítulo foi concebido para contrabalançar a trama principal, centrada na jornada física para destruir o Um Anel, com uma  missão moral ao retornar ao lar, visando purificar o Condado e assumir responsabilidade pessoal. Tolkien considerou outras identidades para o vilão Sharkey antes de decidir por Saruman no final do processo de escrita.
O capítulo, frequentemente descrito como um dos mais famosos anticlímaxes da literatura, geralmente é omitido nas adaptações cinematográficas de O Senhor dos Anéis. A trilogia cinematográfica de Peter Jackson exclui o capítulo, mas preserva dois elementos-chave: um Condado em chamas, vislumbrado por Frodo no espelho de Galadriel, semelhante a uma bola de cristal; e a morte de Saruman, transposta para Isengard.

## História fictícia

### Contexto
O capítulo sucede os principais eventos de O Senhor dos Anéis. A história narra como o Um Anel, um anel de poder criado pelo Senhor do Escuro Sauron, perdido por séculos, reaparece nas mãos de um hobbit, Frodo Bolseiro, no Condado, semelhante à Inglaterra. Se Sauron recuperar o Anel, ele dominará toda a Terra-média. Um mago, Gandalf, revela a Frodo a história do anel e o convence a deixar o Condado para destruí-lo. Ele é acompanhado por três amigos hobbits: Sam, Merry e Pippin. Perseguidos pelos Cavaleiros Negros de Sauron, eles escapam para Valfenda, um refúgio dos Elfos. Lá, descobrem que o anel só pode ser destruído no vulcão Monte da Perdição, onde foi forjado, na terra maligna de Mordor. Junto a outros que se opõem a Sauron, formam a Sociedade do Anel, liderada por Gandalf. Enfrentam diversos perigos, e a Sociedade se fragmenta. Merry e Pippin envolvem-se em guerras contra o mago maligno Saruman e, posteriormente, contra Sauron: Merry torna-se cavaleiro de Rohan, enquanto Pippin serve como guarda de Gondor. Com Sauron distraído, Frodo e Sam alcançam o Monte da Perdição. O Anel é destruído nas Fendas do Destino, e Sauron é derrotado. Transformados por suas experiências, os hobbits retornam ao Condado, ansiando por uma vida rural tranquila.

### O expurgo

Mapa esquemático do Condado. A ponte do Brandevin está no canto superior direito. Frogmorton fica ao centro-direita. Hobbiton e Beirágua estão no topo central. Tûklandia está ao centro-esquerda.

Os hobbits da Sociedade – Frodo, Sam, Merry e Pippin – retornam ao Condado e chegam à sua fronteira, a ponte do Brandevin, tarde da noite. Surpresos, encontram a ponte barrada, mas, após alguma persuasão, são acolhidos pelos Xerifes, uma espécie de polícia hobbit que guarda a passagem. Chocam-se com o estado do Condado, marcado por regras excessivas, construções novas e feias, além da destruição de árvores e casas antigas. Sam reconhece um dos Xerifes e o repreende por colaborar com “tamanha tolice”. Com as estalagens fechadas, os hobbits da Sociedade passam a noite em uma deprimente casa nova dos Xerifes, mal construída.
Na manhã seguinte, partem a cavalo para Hobbiton, no centro do Condado. Em Frogmorton, são interceptados por Xerifes que tentam prendê-los por violar regras na noite anterior. Incapazes de acompanhar os cavalos, os Xerifes os deixam passar.
Em Beirágua, descobrem que o moinho de Sandyman foi substituído por uma construção maior, barulhenta e cheia de máquinas que poluem a água e o ar. Ted Sandyman, o único hobbit que aprova a mudança, trabalha para os homens que o construíram, ao contrário de seu pai, que era independente. Merry, Pippin e Sam usam suas espadas e altura  para afastar um grupo de rufiões. Os hobbits decidem “erguer o Condado”; Merry sopra a trompa mágica dada por Éowyn de Rohan, enquanto Sam recruta seu vizinho Tom Cotton e seus filhos, que mobilizam a vila. Cotton revela que carregamentos de bens, incluindo tabaco, foram enviados para fora, causando escassez; eles foram pagos com fundos inexplicáveis por Lotho Sacola-Bolseiro, conhecido como “Chefe” ou “Patrão”, que ocupou Bolsão, a casa de Frodo, quando este partiu na missão para destruir o Anel. Pippin vai a Tûklandia, sua vila natal, para reunir seu clã, os Tûks. Um grupo de vinte rufiões de Hobbiton tenta prender Cotton; o líder é morto por flechas, e os demais se rendem rapidamente.
Na manhã seguinte, os hobbits em Beirágua ficam sabendo que o pai de Pippin, Thain Paladino II, revoltou Tûklandia e persegue rufiões que fugiram para o sul; que Pippin retornará com todos os hobbits que seu pai puder dispensar; e que um grupo maior de rufiões se aproxima. Pippin volta com cem membros de sua família antes da chegada dos rufiões. Merry e Pippin lideram os hobbits à vitória na breve Batalha de Beirágua, emboscando os rufiões ao bloquear uma alameda com carroças à frente e atrás; a maioria dos rufiões é morta. Frodo não participa do combate.
Os hobbits seguem para Hobbiton para confrontar Lotho. A área está devastada, e Bolsão parece vazia e abandonada. Lá, encontram “Sharkey”, revelado como o mago Saruman, acompanhado de seu servo  Gríma Língua de Cobra. Saruman perdeu seu poder de mago, exceto por sua voz enganadora; ele admite ter danificado o Condado deliberadamente como vingança. Frodo o expulsa do Condado; Saruman tenta esfaqueá-lo, mas a faca se parte na cota de malha oculta de Frodo. Frodo pede aos outros hobbits que não matem Saruman e oferece a Gríma a chance de ficar. Saruman revela que Gríma matou Lotho, o que leva Gríma a cortar a garganta de Saruman. Gríma é morto por arqueiros hobbits. Uma coluna de névoa sobe do corpo de Saruman e é dissipada pelo vento.

### Consequências
Após o expurgo, "a reconstrução certamente exigiu muito trabalho, mas levou menos tempo do que Sam temia". A recuperação é descrita nas primeiras páginas do capítulo final, "Os Portos Cinzentos"; as novas construções erguidas durante o domínio de Sharkey são demolidas, e seus materiais são reutilizados "para reparar muitos buracos de hobbit antigos". Sam percorre o Condado plantando mudas para substituir as árvores perdidas, dando a cada uma um grão do pó do jardim de Galadriel; a única noz, ele planta no Campo da Festa. O esforço é bem-sucedido: "a primavera superou suas mais ousadas esperanças", e "o ano de 1420 no Condado foi, em suma, maravilhoso". Uma muda de mallorn, semelhante às de Lothlórien, substitui a Árvore da Festa, muitas crianças nascem com "cabelos dourados e brilhantes", e jovens hobbits "quase se banham em morangos com creme".

## Concepção e criação

### Estrutura formal

Estrutura formal de O Senhor dos Anéis: arcos narrativos que equilibram o texto principal sobre a missão para destruir o Um Anel em Mordor com O Expurgo do Condado

Estudiosos e críticos de Tolkien observaram que o capítulo sugere uma estrutura formal para toda a obra. O crítico Bernhard Hirsch destaca que "O Expurgo do Condado" "provocou considerável debate crítico", diferentemente do restante da "jornada de retorno" no Livro 6. Hirsch aceita a afirmação de Tolkien, no prefácio de A Sociedade do Anel, de que a estrutura formal de O Senhor dos Anéis, composta por uma jornada de ida e uma de volta ao lar, implicava que o capítulo, junto aos outros dois da volta, foi "previsto desde o início". Outro crítico, Nicholas Birns [en], aprova o argumento de David Waito de que o capítulo é tão importante moralmente quanto a missão principal da Sociedade para destruir o Um Anel, "mas aplica [os valores morais] à vida cotidiana". O estudioso de Tolkien Paul Kocher [en] observa que Frodo, após descartar suas armas e armadura no Monte da Perdição, opta por lutar "apenas no plano moral" no Condado.
Birns vai além, argumentando que o capítulo desempenha um papel formal crucial na composição geral de O Senhor dos Anéis, como Tolkien afirmou. Para Birns, a maior surpresa do capítulo é a aparição de Saruman, e foi, de fato, sua presença que tornou necessário o expurgo do Condado. Ele nota evidências de que Tolkien planejou algo assim, como a visão de Sam do futuro do Condado em perigo ao olhar no Espelho de Galadriel em Lothlórien, em A Sociedade do Anel.

### Origens

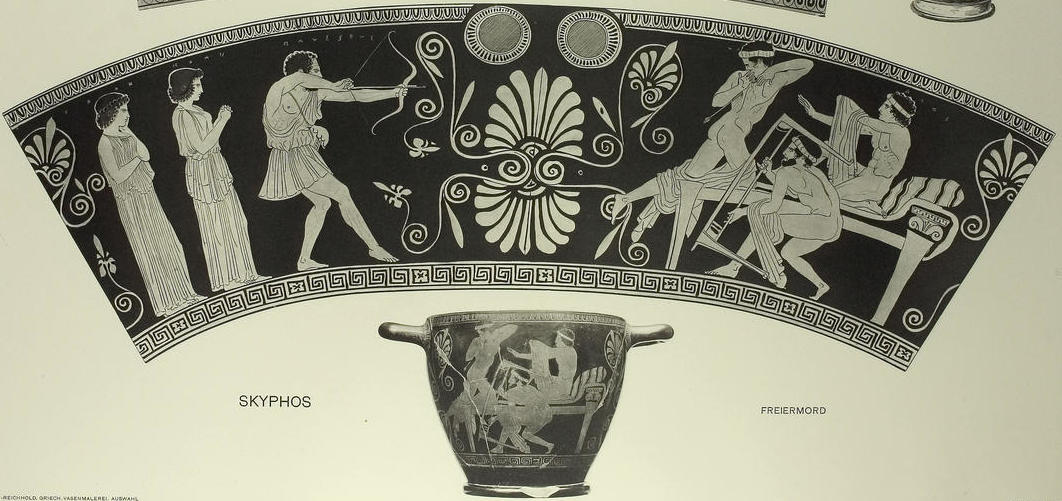
Uma origem antiga: Odisseu, ao retornar para casa após longos anos de guerra, expurga sua residência dos pretendentes de sua esposa Penélope, na narrativa de Homero. Skyphos grego, 440 a.C.

Estudiosos identificaram várias possíveis origens e antecedentes para o capítulo, complementadas pela exploração de Christopher Tolkien da história literária do trabalho de seu pai ao longo dos anos. Há consenso de que o "Expurgo" tem uma origem antiga, ecoando a Odisseia de Homero, quando Odisseu, após longos anos ausente, retorna à sua ilha natal, Ítaca [en], para expurgá-la dos pretendentes inúteis de Penélope. Robert Plank acrescenta que Tolkien poderia ter escolhido como modelo diversos outros heróis que retornam ao lar.}} Esse tema, de um último obstáculo ao retorno heroico, foi, paradoxalmente, planejado há muito (certamente desde a escrita do capítulo de Lothlórien) e, na figura de Saruman como Sharkey, "uma adição muito tardia". David Greenman contrasta o expurgo com a fuga de Tuor [en], semelhante a Eneias, de um reino destruído, conforme narrado em A Queda de Gondolin.
Em Sauron Derrotado, rascunhos anteriores do capítulo mostram que Tolkien considerou dar a Frodo um papel muito mais ativo ao confrontar Sharkey e os rufiões. Esses rascunhos esclarecem a escolha de Tolkien sobre quem seria Sharkey: o hobbit "chefe" Lotho Sacola-Bolseiro, um líder humano dos rufiões ou Saruman. Tolkien hesitou sobre como implementar o "Expurgo", decidindo por Saruman apenas após testar outras opções. Birns argumenta que o efeito é trazer a "consequencialidade do exterior" (incluindo Isengard, onde Saruman era poderoso) de volta ao "parochialismo do lar", não apenas expurgando o Condado, mas também fortalecendo-o, com Merry e Pippin como "cidadãos do mundo".
No "Prefácio à Segunda Edição", Tolkien nega que o capítulo seja uma alegoria ou se relacione com eventos durante ou após a Segunda Guerra Mundial:
| “ | Um autor, é claro, não pode permanecer totalmente imune às suas experiências, mas os modos como um germe narrativo utiliza o solo da experiência são extremamente complexos, e tentativas de definir esse processo são, na melhor das hipóteses, suposições baseadas em evidências inadequadas e ambíguas [...]. Alguns supuseram que 'O Expurgo do Condado' reflete a situação na Inglaterra na época [décadas de 1940 e 1950] em que eu finalizava minha história. Não é verdade. É uma parte essencial da trama, prevista desde o início, embora, no decorrer, modificada pelo caráter de Saruman, conforme desenvolvido na história, sem, preciso dizer, qualquer significação alegórica ou referência política contemporânea. | ” |

O crítico de Tolkien Tom Shippey [en] afirma que o Condado é onde a Terra-média mais se aproxima do século XX, e que aqueles que comentaram que "O Expurgo do Condado" tratava da Inglaterra contemporânea não estavam totalmente errados. Shippey sugere, no entanto, que, em vez de ver o capítulo como uma alegoria da Grã-Bretanha pós-guerra, ele pode ser interpretado como um relato de "uma sociedade sofrendo não apenas de má administração política, mas de uma estranha e generalizada crise de confiança". Shippey traça um paralelo com uma obra contemporânea, o romance de George Orwell de 1938, Coming Up for Air, onde a Inglaterra é submetida a um "diagnóstico semelhante" de inércia sem liderança.

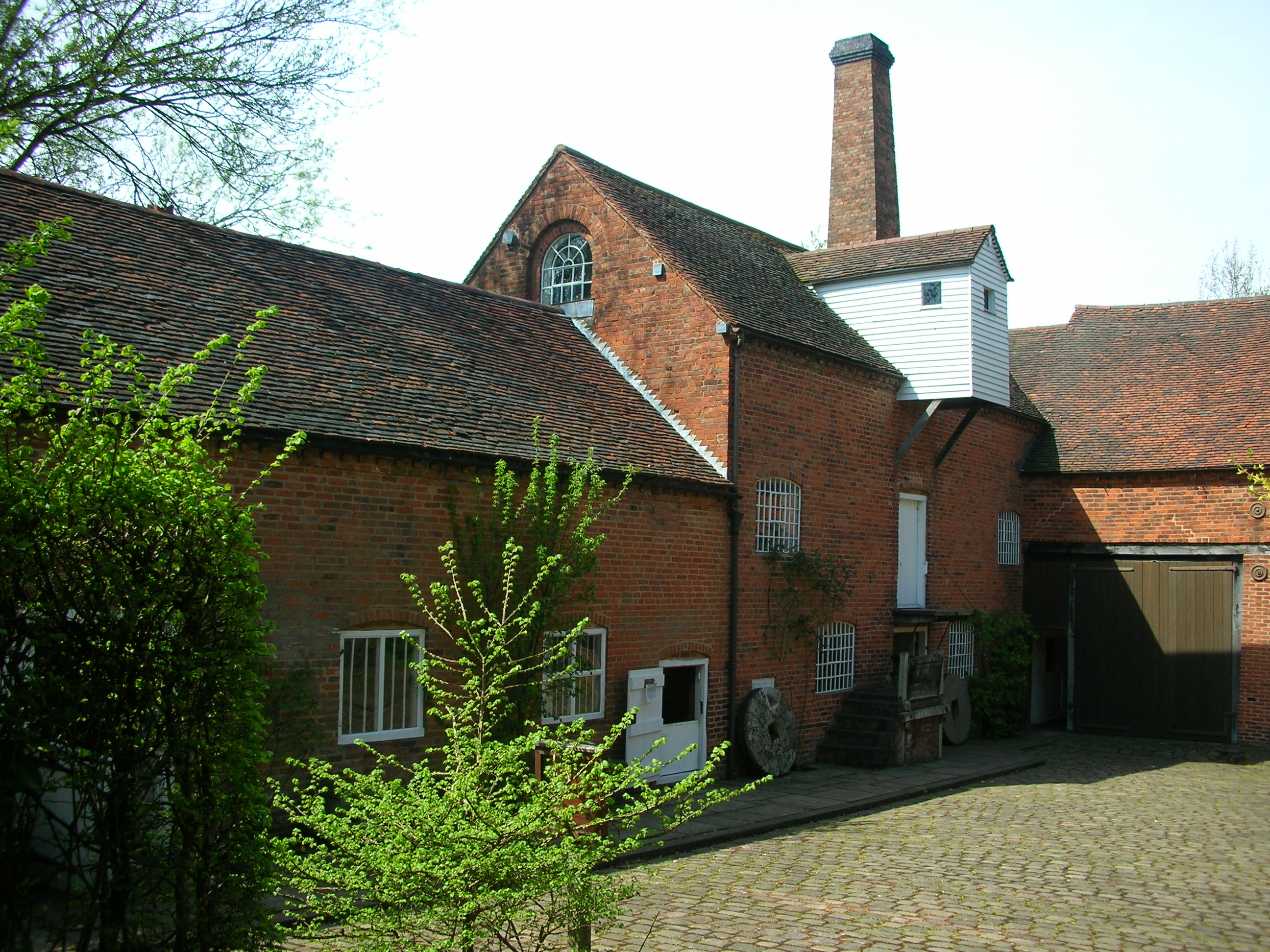
Tolkien relacionou o capítulo às suas experiências de infância em Sarehole, quando a área foi tomada pelo crescimento industrial de Birmingham, e o moinho local entrou em decadência.

Críticos, incluindo Plank, notaram que Tolkien negou que "O Expurgo do Condado" refletisse a Inglaterra no final dos anos 1940, alegando, em vez disso, que o capítulo ecoava sua experiência juvenil ao ver sua casa em Sarehole [en], então em Warwickshire rural, sendo absorvida pela crescente cidade de Birmingham no início dos anos 1900. Tolkien relacionou o capítulo às suas experiências de infância no final do século XIX:
| “ | Ele tem, de fato, alguma base em experiências, embora tênue (pois a situação econômica era totalmente diferente), e muito mais antiga [que a Segunda Guerra Mundial]. O campo onde vivi na infância estava sendo destruído de forma mesquinha antes que eu completasse dez anos, numa era em que automóveis eram objetos raros (eu nunca tinha visto um) e homens ainda construíam ferrovias suburbanas. Recentemente, vi em um jornal uma foto da última decrepitude do antigo moinho de milho próspero ao lado de sua lagoa, que, há muito tempo, parecia-me tão importante. Nunca gostei da aparência do jovem moleiro, mas seu pai, o velho moleiro, tinha uma barba preta e não se chamava Sandyman. | ” |

Em vez de uma alegoria estrita com correspondências exatas entre os elementos do capítulo e eventos ou figuras do século XX, Plank sugeriu que o capítulo era "uma parábola realista da realidade". Birns e outros observam, ainda, que há no capítulo um eco dos soldados, incluindo Tolkien, retornando das trincheiras da Primeira Guerra Mundial e enfrentando uma falta de reconhecimento injusta por sua contribuição, como quando o pai de Sam, Gaffer Gamgee, está mais preocupado com o dano às suas batatas do que com qualquer "passeio por terras estrangeiras".

## Significado

### Sátira sobre a política do século XX

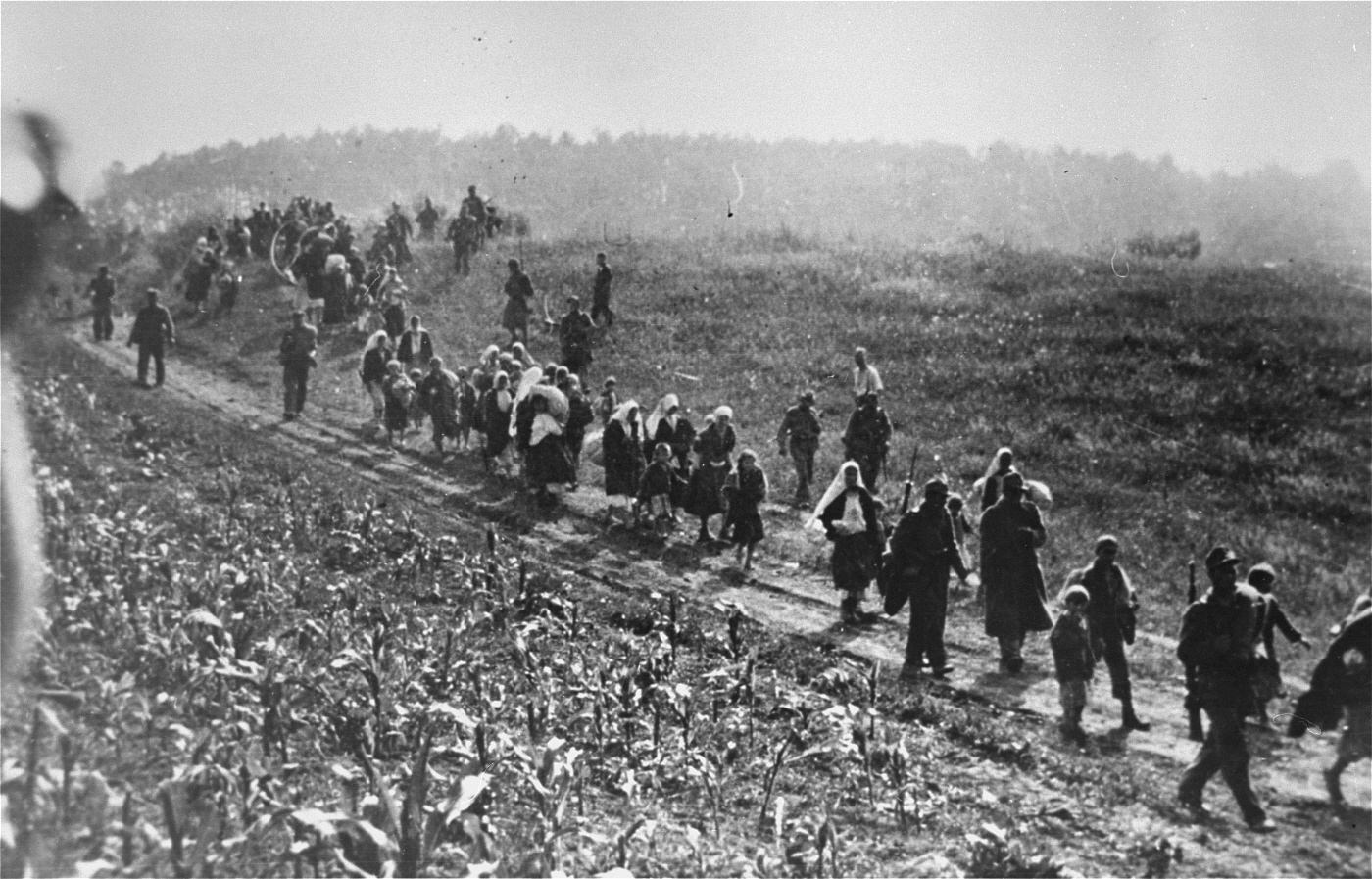
O uso de "rufiões" por Saruman para tiranizar o Condado foi comparado ao tratamento dos dissidentes pelos nazistas, aqui em uma marcha para um campo de internamento na Sérvia.

Diversos comentaristas observaram que o capítulo possui conotações políticas. O crítico Jerome Donnelly sugere que o capítulo é uma sátira, mais séria que a comédia leve de costumes no início de O Hobbit. Plank o descreve como uma caricatura do fascismo. Donnelly concorda com Tolkien que "O Expurgo" não é uma alegoria, mas propõe que os "rufiões" de Saruman ecoam o comportamento tirânico dos nazistas, assim como "o uso de colaboradores, ameaças, tortura, assassinato de dissidentes e internamento".
Jay Richards e Jonathan Witt escrevem que tanto conservadores quanto progressistas viram o capítulo como uma "crítica contundente ao socialismo moderno", citando o comentário do estudioso de política Hal Colebatch [en] de que o regime de Saruman, marcado por regras excessivas e redistribuição, "devia muito à monotonia, desolação e regulamentação burocrática da Grã-Bretanha pós-guerra sob o Governo Trabalhista de Attlee [en]". Eles notam, igualmente, a identificação de Plank de "paralelos" entre o Condado sob Saruman e tanto o Partido Nazista Alemão sob Hitler quanto o Fascismo Italiano sob Mussolini. Plank discute, por exemplo, por que os hobbits não resistiram ao fascismo, apontando como razões a covardia, a falta de solidariedade e o que ele considera "o mais interessante e melancólico": a declaração de um xerife-hobbit, "Desculpe-me, Sr. Merry, mas temos ordens". Plank comenta que isso remete a declarações dos Julgamentos de Nuremberg. Ele ainda compara Saruman a Mussolini, observando que ambos tiveram "um fim miserável". Richards e Witt reconhecem que o capítulo abrange temas mais amplos, como a feiura do "coração vingativo" de Saruman, a degradação do desenvolvimento (sub)urbano, a defesa amorosa dos hobbits por sua terra natal e a necessidade de não apenas obedecer ordens, mas afirmam que as cartas de Tolkien demonstram seu desgosto pelo socialismo, e que no capítulo Tolkien satiriza habilmente "a pretensão de superioridade moral do socialismo".

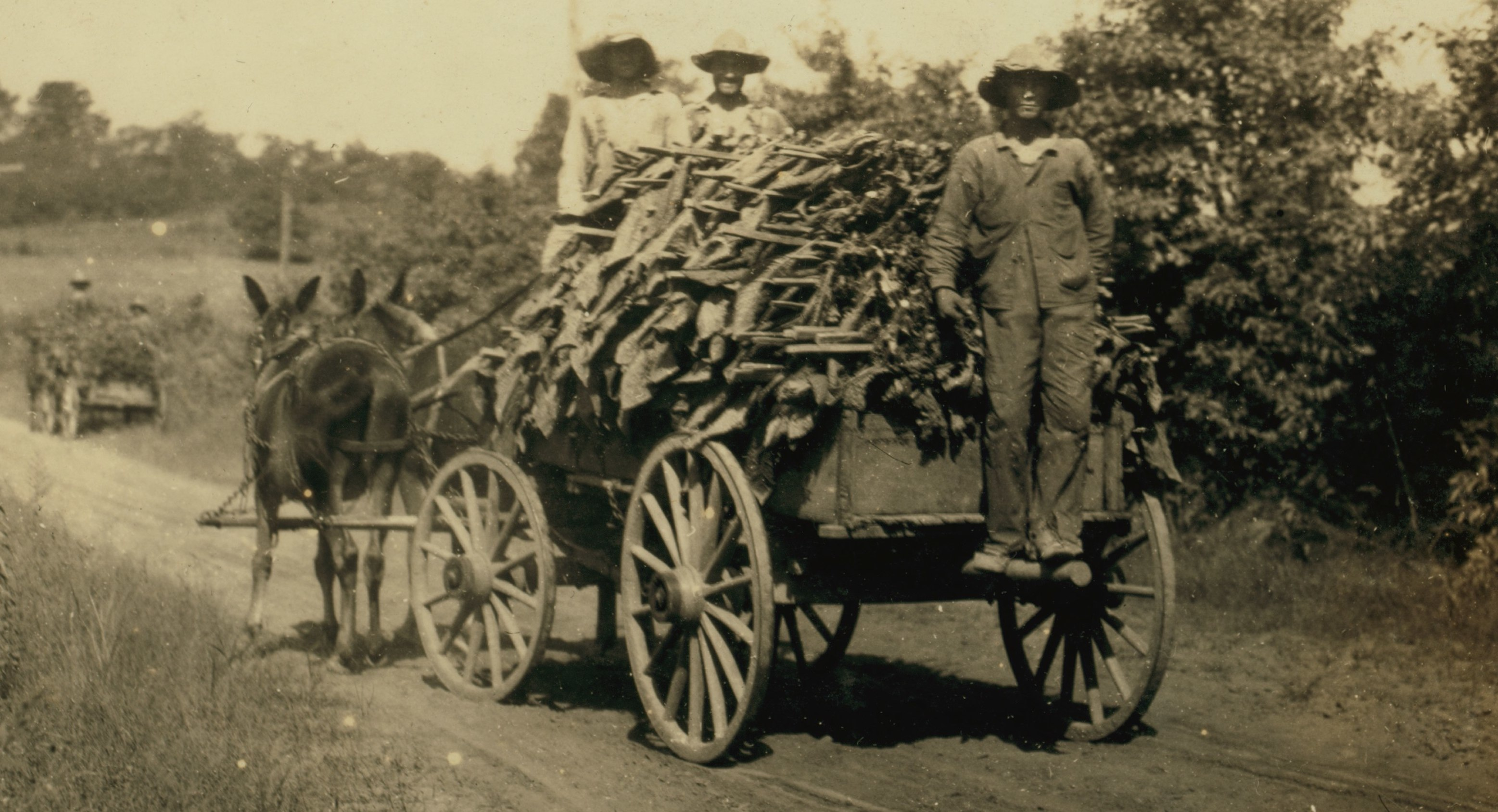
A exportação de "carroças de erva-de-fumo" (aqui, tabaco, em uma fotografia americana de 1916) do Condado sugeria a explicação da Inglaterra pós-guerra de "foi para exportação" para as escassezes.

Shippey comenta que, apesar das negativas de Tolkien, os leitores nos anos 1950 teriam notado características do Condado durante "O Expurgo" que "pareciam um pouco deslocadas", como o fato de carroças de "erva-de-fumo" (tabaco) serem levadas embora, aparentemente por ordens do mago Saruman, sem explicação clara no universo da história. Shippey questiona o que Saruman fazia com tanto tabaco: um mago dificilmente o negociaria por lucro ou o "distribuiria" aos seus orcs em Isengard. Em vez disso, Shippey sugere que isso ecoa as escassezes na Grã-Bretanha logo após a Segunda Guerra Mundial, frequentemente explicadas na época com a frase "foi para exportação". Kocher acrescenta que a devastação e as reações das pessoas no Condado após a guerra seriam muito familiares aos leitores do século XX.
Nem todos os críticos veem o capítulo como político; a medievalista Jane Chance [en] destaca a "imagem doméstica" de "O Expurgo" no título do capítulo, sugerindo, em sua visão, uma "rejuvenescimento" do Condado. Ela descreve a purificação social do Condado em termos semelhantes, escrevendo sobre lavar e purificar o Condado dos "monstros reptilianos" Sharkey e Língua de Cobra.

### Um capítulo "novelístico"
Críticos de Tolkien observaram que o capítulo tem uma qualidade distintamente novelística. Birns ecoa o comentário de Plank de que o capítulo é "fundamentalmente diferente do resto do livro", e afirma que é "o episódio mais novelístico na vasta narrativa de Tolkien". Ele cita a descrição de Janet Brennan Croft [en] do capítulo como "aquele capítulo enganosamente anticlimático, mas extremamente importante". Birns argumenta que ele atende a três aspectos da definição de Ian Watt do tipo de romance lido pela classe média, dominante entre o público leitor: primeiro, mostra múltiplas classes sociais interagindo; segundo, ocorre em um contexto doméstico, o acolhedor Condado; terceiro, favorece o ponto de vista das "classes médias emergentes e aspirantes". Birns conclui que "'O Expurgo do Condado' é onde o romance sombrio de Tolkien se inclina mais para o romance realista de reintegração e redenção doméstica". Plank escreve que a característica distintiva do "Expurgo" é que, ao contrário do resto do livro, não há milagres, e as leis da natureza operam com "força plena e incontestada". Saruman, observa Plank, outrora capaz de usar magia, atua no capítulo como político, sem feitiçaria: o capítulo é "realista", não fantástico, exceto pelo momento da morte de Saruman.
Michael Treschow e Mark Duckworth, escrevendo na Mythlore, notam que o retorno ao Condado enfatiza o crescimento dos protagonistas em caráter, permitindo-lhes enfrentar os desafios da vida por conta própria. Assim como no final de O Hobbit, Gandalf diz a Bilbo que ele "não é mais o hobbit que era", tendo aprendido com suas aventuras, em O Senhor dos Anéis, Gandalf diz a Frodo e aos outros hobbits que não irá ao Condado com eles, pois "vocês não precisarão de ajuda. Agora estão crescidos. Crescidos, de fato, muito altos; estão entre os grandes, e não tenho mais qualquer receio por nenhum de vocês".

### Realização de desejos

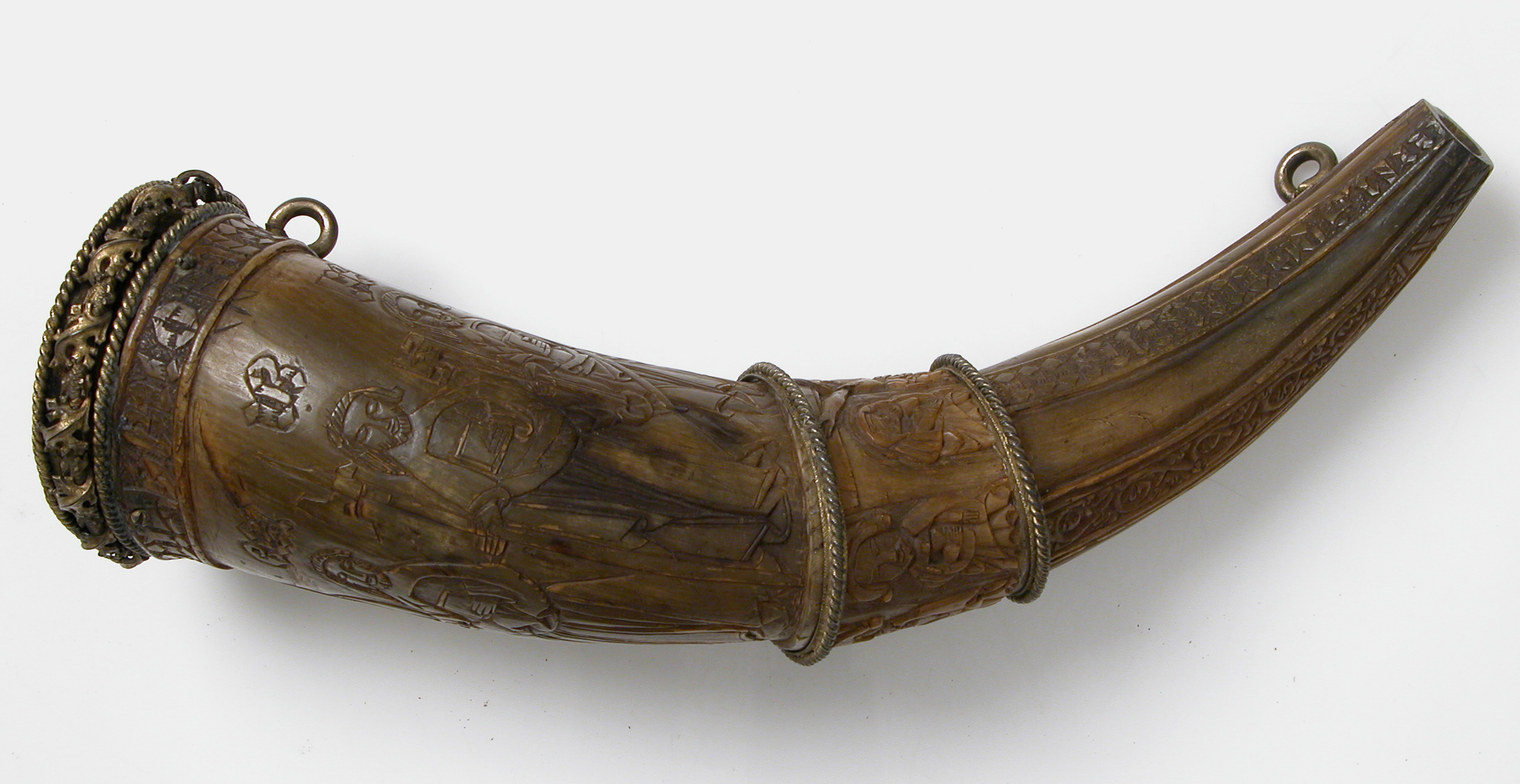
Shippey sugere que Tolkien desejaria ter a trompa mágica de Merry para trazer alegria e purificação à Inglaterra. Ilustrada está uma trompa de caça francesa do século XV.

Outro elemento no capítulo é a expressão dos próprios sentimentos de Tolkien sobre a Inglaterra. Shippey escreve que há um "traço de realização de desejos [en]" na narrativa, e que Tolkien gostaria de "ouvir as trompas de Rohan soarem, e ver o Hálito Negro da inércia se dissipar" da Inglaterra. Mais especificamente, Shippey aplica essa ideia a "O Expurgo do Condado", notando que Merry retorna de Rohan com uma trompa, trazida por Eorl, o Jovem, fundador de Rohan, do tesouro do dragão Scatha, o Verme, do Norte. A trompa, explica ele, é "mágica, embora modestamente": ao soprá-la, traz alegria aos amigos em armas, medo aos inimigos e, no capítulo, desperta a "revolução contra a preguiça, a mesquinhez e Saruman-Sharkey" e rapidamente purifica o Condado. Shippey sugere que Tolkien desejava fazer o mesmo e observa que, com seus romances, ele ao menos conseguiu trazer alegria. 
Tolkien escreveu em uma carta que "o que é feito pelo homem [...] é, em última análise, desanimador e insuportável", e que "se um Ragnarök queimasse todos os cortiços, usinas de gás, oficinas degradadas e subúrbios iluminados por arcos, poderia, para mim, queimar todas as obras de arte – e eu voltaria às árvores". Caitlin Vaughn Carlos escreve que a exclamação de Sam Gamgee, "Isto é pior que Mordor! [...] Chega ao coração, dizem; porque é o lar, e você o lembra antes de ser arruinado", encapsula o impulso à nostalgia, pois Sam anseia pelo lar lembrado, não pelo que agora existe.

### Ambientalismo
Críticos desde os anos 1970 observaram outro tema no capítulo: o ambientalismo. Um dos primeiros a notar que "Tolkien era [um] ecologista" foi Paul H. Kocher [en]. Birns chama-o de "tanto conservacionista quanto tradicionalista", escrevendo que apresenta um forte argumento pró-ambientalista além de seus outros temas. Plank descreve o destaque do capítulo à "deterioração do meio ambiente" como "bastante incomum para sua época", com os hobbits retornando encontrando a destruição desnecessária do antigo e belo, substituído pelo novo e feio; poluição do ar e da água; negligência; "e, acima de tudo, árvores destruídas sem motivo". Matthew Dickerson [en] e Jonathan Evans [en] analisam o capítulo sob a perspectiva de incentivar as pessoas à ação ambiental em seu "próprio quintal".

### Um dilema pacifista
Os estudiosos Nan Scott e Janet Brennan Croft comentaram sobre o dilema pacifista incorporado no capítulo. Os hobbits retornam da Guerra do Anel desejando paz, mas veem-se obrigados a lutar, e até liderar a luta, para livrar o Condado do inimigo. Scott observa que os hobbits eram tão inocentes e amantes da paz que partiram para Valfenda sem armas; e ficam surpresos quando Tom Bombadil lhes dá espadas do tesouro da criatura tumular. Aragorn afirma em Valfenda que o Condado é pacífico apenas porque é constantemente vigiado por seus Patrulheiros. Além disso, Scott escreve, Tolkien mostra a guerra como ao mesmo tempo "exhilarante e emocionante", como na Batalha do Abismo de Helm, e feia, como quando cabeças humanas são catapultadas na Minas Tirith sitiada. Frodo sente piedade até por Saruman; mas seu pacifismo não livrará o Condado dos rufiões de Saruman. Merry, percebendo o dilema, diz a Frodo que "se houver muitos desses rufiões [...] certamente haverá luta".

### Outras opiniões
Brian Attebery [en], ao introduzir o artigo de Birns no Journal of the Fantastic in the Arts [en], observa que Birns chama O Expurgo do Condado de "um dos anticlímax mais famosos da literatura" e que a sabedoria convencional sugere encerrar a narrativa logo após o clímax da ação. Attebery discorda, afirmando que aprecia anticlímax, como quando os heróis e heroínas de Jane Austen resolvem todos os detalhes após chegarem a um acordo. Em sua opinião, o romance "seria muito menos" sem esse capítulo.
Os críticos de Tolkien John D. Rateliff e Jared Lobdell [en] compararam o encolhimento súbito da carne de Saruman em seu crânio no momento de sua morte com o envelhecimento instantâneo da protagonista Ayesha no romance de Rider Haggard de 1887, Ela, a Feiticeira, quando ela se banha no fogo da imortalidade. Tolkien reconheceu Haggard como uma grande influência, especialmente Ela.
Em uma entrevista em 2015, o romancista e roteirista George R. R. Martin descreveu essa seção de O Senhor dos Anéis como brilhante e disse que buscaria um tom semelhante ao final de Game of Thrones.
Jonathon D. Langford, escrevendo na Mythlore, descreve o expurgo como o rito de passagem dos hobbits, o culminar de suas buscas individuais. Ele afirma que Merry e Pippin claramente amadureceram em sua jornada, enquanto Frodo e Sam veem o sucesso de sua busca reavaliado pela sociedade hobbit. Ele observa que uma busca heroica, conforme descrita por Joseph Campbell, termina com o retorno do herói das terras encantadas ao mundo comum, renovando sua comunidade, como o retorno dos hobbits faz.

### Adaptações
A adaptação radiofônica da BBC de O Senhor dos Anéis de 1981 [en] cobre "O Expurgo do Condado", incluindo o confronto original e o desfecho em que Saruman morre pela faca de Língua de Cobra, e Língua de Cobra é morto por flechas no Condado. Os eventos de "O Expurgo do Condado" são recontados na minissérie finlandesa Hobitit [en].
O capítulo foi omitido da trilogia cinematográfica de O Senhor dos Anéis, exceto como um breve vislumbre futuro quando Frodo olha no espelho de Galadriel, semelhante a uma bola de cristal, no filme de Peter Jackson de 2001, A Sociedade do Anel. Na edição estendida de O Retorno do Rei, Língua de Cobra mata Saruman (esfaqueando-o nas costas, não cortando sua garganta) e é, por sua vez, morto por uma flecha, como no capítulo; no entanto, isso ocorre em Isengard, não no Condado, e é Legolas quem atira em Língua de Cobra. Peter Jackson considerou o capítulo anticlimático e decidiu em 1998 não incluí-lo na trilogia cinematográfica. Ele optou por mesclar a cena da morte de Saruman e Língua de Cobra com o capítulo "A Voz de Saruman" de As Duas Torres, mas não quis retornar a Isengard após a Batalha do Abismo de Helm. Jackson explicou que, na pós-produção de O Retorno do Rei, a cena parecia um epílogo de sete minutos de As Duas Torres, dava ao filme um início instável e o tornava longo demais, então foi incluída no DVD estendido.
Alan Lee [en], na última de suas 50 ilustrações de O Senhor dos Anéis [en], retratou os quatro hobbits da Sociedade retornando a cavalo por uma alameda cercada, com tocos de árvores recentemente cortadas e troncos derrubados em primeiro plano, e uma alta chaminé emitindo uma pluma de fumaça escura ao fundo. A pintura foi avaliada na Mythlore por Glen GoodKnight [en], que escreveu que era "anticlimática, sem alegria, e nos nega até mesmo um vislumbre da resolução agridoce da história".

### J. R. R. Tolkien
1. 1 2 3 4 5 6 7 8  (Tolkien 1955, livro 6, cap. 8 "O Expurgo do Condado")
2. 1 2 3 4  (Tolkien 1955, livro 6, cap. 9 "Os Portos Cinzentos")
3. ↑  (Tolkien 1966, pp. 11–12 "Prefácio à Segunda Edição")
4. ↑  (Tolkien 1966, p. 12)
5. ↑  (Carpenter 2023, Carta 83 a Christopher Tolkien, 6 de outubro de 1944)

- Tolkien, J. R. R. (1955). The Return of the King [O Retorno do Rei]. [S.l.: s.n.] ISBN 978-0-00-713657-5
- Tolkien, J. R. R. (1966). «Foreword to the Second Edition» [Prefácio da segunda edição]. The Fellowship of the Ring [A Sociedade do Anel]. [S.l.: s.n.] ISBN 978-0-00-713657-5